# Anton Brillowski
Anton Heinrich Jakob Brillowski (* 11. Dezember 1799 in Danzig, Westpreußen; † wahrscheinlich 1889) war ein Philologe und Gymnasiallehrer in Rastenburg in Ostpreußen.

## Leben
Anton Brillowski stammte aus einer polnischen Familie. Er besuchte das Gymnasium in Braunsberg und studierte in Königsberg mit dem Abschluss Dr. phil.
1825 wurde Brillowski Lehrer am katholischen Gymnasium in Konitz. Da er 1828 zur evangelischen Kirche konvertierte, wechselte er 1829 an das Gymnasium in Rastenburg. Dort wurde er 1834 zum Oberlehrer ernannt.
1848 wurde Brillowski Logenmeister der Freimaurerloge Zu den drei Tempeln in Rastenburg und war maßgebend an dem Bau eines neuen Gebäudes beteiligt. Er wurde 1849/50 möglicherweise Direktor des Gymnasiums.

## Publikationen (Auswahl)
Anton Brillowski verfasste einige Schriften zu philologischen und anderen Themen
- Geschichte der Stadt Conitz in Westpreußen. In: Preußische Provinzial-Blätter.
  - Band 1, Königsberg 1829, S. 497–505.;
  - Band 2, Königsberg 1829, S. 313–324. S. 444–454. und S. 519–532.;
  - Band 3, Königsberg 1830, S. 39–55. und S. 221–247.
- Altdeutsche Sprachproben aus dem 4ten bis 14ten Jahrhunderte, Rastenburg 1834
- Geschichte Pompejus des Großen, 3 Bände, Rastenburg 1838, 1843, 1850